# 正镶白旗站
正镶白旗站，位于中华人民共和国内蒙古自治区锡林郭勒盟正镶白旗明安图镇，是集通铁路上的火车站，建于1997年，由集通铁路公司管辖。

## 車站周邊
- 中国信合宝力根陶海信用社
- 铭扬天都大酒店
- 正镶白旗环境保护局
- 中国联通铁路营业厅
- 正镶白旗卫生局
- 正镶白旗国土资源局
- 正镶白旗交通局
- 正镶白旗公安局
- 正镶白旗财政局
- 正镶白旗第二小学
- 正镶白旗人民政府
- 蒙盛商务酒店
- 正镶白旗烟草专卖局
- 正镶白旗住房和城乡建设局
- 正镶白旗人口和计划生育局
- 正镶白旗酒店

## 歷史
- 建于1997年。